# Bathycongrus trilineatus
Bathycongrus trilineatus és una espècie de peix pertanyent a la família dels còngrids.

## Hàbitat
És un peix marí, demersal i de clima tropical que viu fins als 50 m de fondària.

## Distribució geogràfica
Es troba al Pacífic occidental central: 22° 35′ S, 166° 16′ E.

## Observacions
És inofensiu per als humans.